# Nagir ekalli
Nagir ekalli (akad. nāgir ekalli, sum. lúnimgir é.gal) – jedna z najważniejszych godności urzędniczych w starożytnej Asyrii, tłumaczona zazwyczaj jako „herold pałacu”.
Nāgir ekalli należał do najbardziej wpływowych dostojników dworskich i z tego tytułu był zwykle też gubernatorem jednej z nadgranicznych prowincji (tzw. prowincja herolda pałacu). Do jego obowiązków należało ogłaszanie i ustne przekazywanie królewskich rozkazów. W asyryjskich listach urzędników limmu (eponimów) osoby noszące ten tytuł wymieniane są z reguły po królu i naczelnym dowódcy wojsk (turtānu), po lub przed wielkim podczaszym (rab šāqē) i przed intendentem pałacu (abarakku). 
Znani z imienia urzędnicy nāgir ekalli wymienieni w asyryjskich listach i kronikach eponimów:
- Abu-ina-ekalli-lilbur – nāgir ekalli króla Salmanasara III (858-824 p.n.e.), w 854 r. p.n.e. pełnił urząd eponima[4][5];
- Bel-bunaja – nāgir ekalli króla Salmanasara III, w 850 r. p.n.e. pełnił urząd eponima[4][5];
- Bel-dan – nāgir ekalli króla Szamszi-Adada V (823-811 p.n.e.) i Adad-nirari III (810-783 p.n.e.), w 820 i 807 r. p.n.e. pełnił urząd eponima[4][6];
- Bel-leszer – nāgir ekalli króla Salmanasara IV (782-773 p.n.e.), w 778 r. p.n.e. pełnił urząd eponima[4][7];
- Marduk-szallimanni – nāgir ekalli króla Aszur-nirari V (754-745 p.n.e.), w 751 r. p.n.e. pełnił urząd eponima[4][8];
- Bel-Harran-beli-usur – nāgir ekalli króla Tiglat-Pilesera III (744-727 p.n.e.), w 741 r. p.n.e. pełnił urząd eponima[4][8].